# 117713 Kövesligethy
(117713) Kövesligethy, denumire internațională (117713) Kovesligethy, este un asteroid din centura principală de asteroizi.

## Descriere
117713 Kövesligethy este un asteroid din centura principală de asteroizi. A fost descoperit pe 2 aprilie 2005 la Piszkesteto de Krisztián Sárneczky. Asteroidul prezintă o orbită caracterizată de o semiaxă mare de 2,34 ua, o excentricitate de 0,15 și o înclinație de 2,7° în raport cu ecliptica.